# Harry Morgan
Harry Bratsberg, conhecido artisticamente como Harry Morgan, (Detroit, 10 de abril de 1915 - Los Angeles, 7 de dezembro de 2011) foi um ator norte-americano.
Ficou mundialmente famoso ao interpretar o coronel Sherman Potter no seriado de televisão Mash, o que lhe rendeu o prêmio Emmy de 1980.
Além de trabalhos na televisão, atuou em vários filmes, como: Dark City, Not as a Stranger, Inherit the Wind, The Apple Dumpling Gang, The Big Clock entre outros.